# Tronzano Lago Maggiore
Tronzano Lago Maggiore är en ort och kommun i provinsen Varese i regionen Lombardiet i Italien. Kommunen hade 323 invånare (2018).